# Tritoxa flexa
Tritoxa flexa är en tvåvingeart som först beskrevs av Christian Rudolph Wilhelm Wiedemann 1830.  Tritoxa flexa ingår i släktet Tritoxa och familjen fläckflugor. Inga underarter finns listade i Catalogue of Life.